# روبرت هولمز
روبرت هولمز هو سياسي كندي، ولد في 14 سبتمبر 1852، وتوفي في 21 مارس 1932. حزبياً، نشط في الحزب الليبرالي الكندي. وقد انتخب عضو مجلس العموم الكندي.